# Juliana Kálnay
Juliana Kálnay (geb. 18. August 1988 in Hamburg) ist eine deutsch-argentinische Schriftstellerin.

## Werdegang
Kálnay studierte Kreatives Schreiben und Kulturjournalismus an der Universität Hildesheim. Nach einem Volontariat bei der edition text + kritik in München zog sie nach Kiel, wo sie am Literaturhaus Schleswig-Holstein tätig war. Hier organisierte sie in den Jahren 2015 und 2016 das Europäische Festival des Debütromans. Inzwischen lebt Kálnay in Köln. Derzeit arbeitet sie dort als künstlerisch-wissenschaftliche Mitarbeiterin an der Kunsthochschule für Medien Köln.

### Romandebüt
Im Jahr 2017 nahm Kálnay mit ihrem Debütroman am Europäischen Festival des Debütromans im Literaturhaus Schleswig-Holstein teil. 2018 erhielt sie den Friedrich-Hebbel-Preis für ihr Romandebüt Eine kurze Chronik des allmählichen Verschwindens. In einer Besprechung für den Deutschlandfunk wurde der Roman als poetisches "Schelmenstück voller doppelter Böden" bezeichnet, in dem Kálnay "freihändig und gekonnt" mit der Handlung spiele. Der Roman wurde im Februar 2017 auf Platz 3 der SWR-Bestenliste verzeichnet.

## Ehrungen
- Arbeitsstipendium des Landes Schleswig-Holstein 2016
- Aspekte-Literaturpreis 2017
- Aufenthaltsstipendium des Berliner Senats am Literarischen Colloquium Berlin 2017
- Friedrich-Hebbel-Preis 2018
- Prager Literaturstipendium 2018

## Bücher
- Eine kurze Chronik des allmählichen Verschwindens, Verlag Klaus Wagenbach 2017
- Die Stadt ist nicht die Stadt, Literaturbüro Ostwestfalen-Lippe 2019